# マティルド・ド・ブラバン (1224-1288)

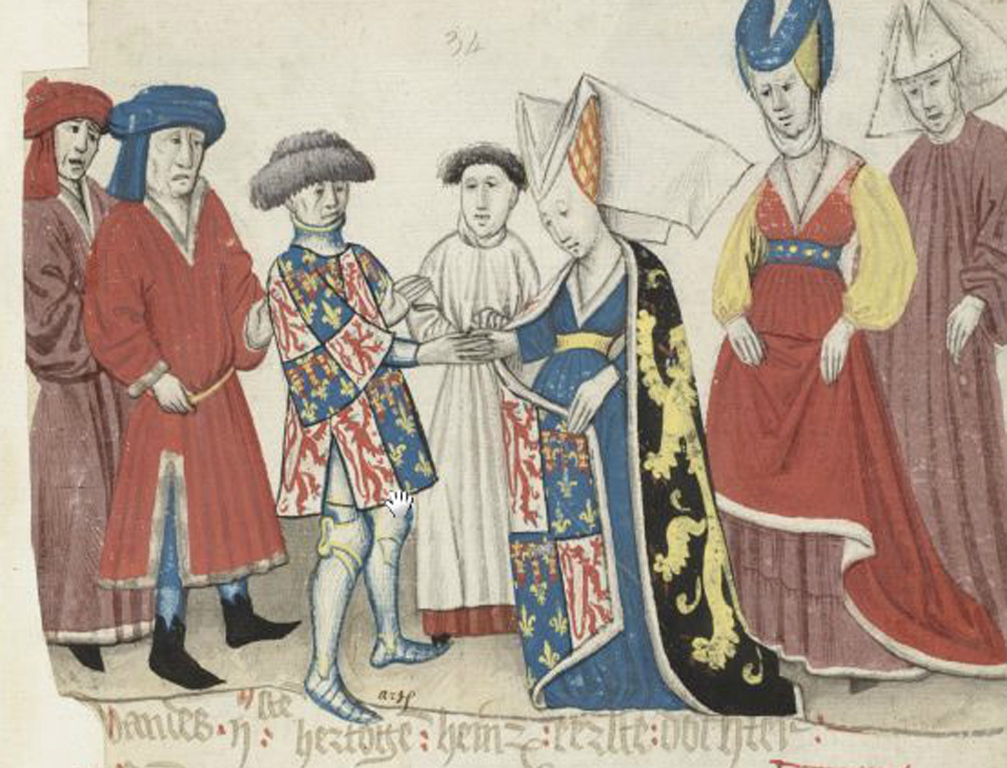
マティルドとアルトワ伯ロベール1世の結婚

マティルド・ド・ブラバン（フランス語：Mathilde de Brabant, 1224年6月14日 - 1288年9月29日）は、ブラバント公アンリ2世とその最初の妃マリア・フォン・ホーエンシュタウフェンの間の長女。

## 結婚と子女
マティルドは13歳の誕生日である1237年6月14日に、最初の夫アルトワ伯ロベール1世と結婚した。ロベール1世はフランス王ルイ8世とブランシュ・ド・カスティーユの息子であった。2人の間には2子が生まれた。
- ブランシュ（1248年 - 1302年） - ナバラ王エンリケ1世と結婚、のちイングランド王族初代ランカスター伯エドマンドと再婚[4]。
- ロベール2世（1250年 - 1302年） - アルトワ伯、金拍車の戦いで戦死[1]

ロベール1世は第7回十字軍に参加していたが、1250年2月8日に戦死した。1255年1月16日、マティルドはサン＝ポル伯ギー3世と再婚した。ギー3世はブロワ伯ユーグ1世とブロワ女伯マリーの間の息子であった。2人の間には以下の子女が生まれた。
- ユーグ2世（1258年 - 1307年） - サン＝ポル伯、後にブロワ伯[6]
- ギー4世（1254年頃 - 1317年） - サン＝ポル伯
- ジャック（1256年 - 1302年） - ルーズ＝シャティヨン領主、フランドル総督
- ベアトリス（1304年没） - ウー伯ジャン1世・ド・ブリエンヌと結婚[6]
- ジャンヌ - シャトールー領主ギヨーム3世・ド・ショヴィニーと結婚
- ジェルトルード - マリーヌ領主フローレンと結婚